# Intermagnet
У мережі Intermagnet (International Real-time Magnetic Observatory Network) працює 106 геомагнітних обсерваторій в 43 країнах світу, дані з яких оперативно збираються в центрах та є доступними для дослідників. Мережа була створена в 1985-1995 роках.
Мережа Intermagnet замінила систему збору даних, прийняту для СЦД (Світовий центр даних), надала геомагнітні дані для оперативного використання в практичних цілях: прогноз космічної погоди, геофізична розвідка та інше.
Відповідно до вимог протоколу Intermagnet запис компонент геомагнітного поля повинна відповідати таким основним вимогам: 
- точність вимірювань не більше 0,1 нТл,
- дискретність запису не більше 5 сек,
- передача попередніх результатів усереднених хвилинних значень в Intermagnet протягом 72 годин.

Більшість обсерваторій надсилають свої дані в 1-хвилинному цифровому форматі, але формат IAGA 2002 передбачає також збереження даних у 1-секундному форматі.
З 2005 року три магнітні обсерваторії на території Росії (Борок, Іркутськ і Новосибірськ) і одна в Казахстані (Алма-Ата) почали працювати в мережі Intermagnet.
З чотирьох українських магнітних обсерваторій три (Київ - KIV (50.72N/30.3E), Львів (Івано-Франкове, 49.9N/23.74E) - LVV і Аргентинські острови - AIA (65.25S/64.27W)) мають необхідну сучасну цифрову апаратуру і засоби комунікації для роботи в мережі Intermagnet. Планується також переоснащення обсерваторія Одеса (ODE, 46,78N/30,88E).